# جيني بوجيلوفا باتيفا
جيني بوجيلوفا باتيفا (1 ديسمبر 1878 - 17 يونيو 1955) هي معلّمة بلغارية وكاتبة وناشطة في مجال حقوق المرأة وحقّ النساء في التصويت، واقترن اسمها بحركات السلام. مارست باتيفا مهنة التعليم بعد تخرّجها حاملةً شهادة تعليم في عام 1893، لكنها مُنعت من التدريس بعد إقرار قانون يقيّد حقوق النساء المتزوجات في عام 1898. حوّلت باتيفا اهتمامها نحو الصحافة والنشاط السياسي، فانخرطت في الحركة النسوية العالمية في تلك السنة. كانت باتيفا نسويّة بارزة، وإحدى مؤسسات الاتحاد النسائي البلغاري سنة 1901. أسست باتيفا مجموعة نسوية في مقاطعة بورغاس سنة 1905، وعُرفت تلك المجموعة باسم «الوعي الذاتي»، فشغلت منصب رئيس المجموعة مدةً قدرها 25 سنة. نشرت باتيفا مقالات عن التطورات التي تشهدها الحركة النسوية في بلغاريا والخارج عندما كانت محررة في صحيفة صوت النساء، فضلًا عن قضايا أخرى تؤثر على النساء. نشرت أكثر من 500 مقالة وكتاب إبان مسيرتها.
آمنت باتيفا بحق المرأة في التصويت، فشاركت في الكثير من المؤتمرات الدولية، وألقَت خطابات في عدة مؤتمرات. أصبح كتابها «لمساعدة النساء»، المكتوب عام 1908، أساس عقيدة الاتحاد النسائي البلغاري، وكان وسيلة إعداد الإصلاحات اللازمة لتبنّي السياسات المتعلّقة بالنساء والأطفال. كانت باتيفا عضوًا بارزًا في الحركة السلميّة عند تأسيس الرابطة النسائية الدولية للسلام والحرية عام 1915. كسبت النساء حقّهن في الاقتراع عام 1944 عند تأسيس النظام الاشتراكي في بلغاريا، لكن الدولة أبطلت حركات شعبية كثيرة منها منظمة باتيفا. طلبت باتيفا الإذن لافتتاح جمعية ثقافية وتعليمية في سنة 1945، لكنها وُسمت بعدو الشعب، وبعد سنتين، أدت احتجاجاتها المتعلقة بعقوبة الإعدام وإعدام نيكولا بتكوف إلى تأميم منزلها ومصنع ابنها، فأصبحت باتيفا وابنها فقيرين.

## حياتها المبكرة
وُلدت دجيندا بوجيلوفا، وهو اسمها المعمودي، في 1 ديسمبر عام 1878 في غراديتس عندما كانت ضمن إمارة بلغاريا التابعة للدولة العثمانية. والدتها جينكا أندرييفا، ووالدها ديموف بوجيل، جندي قديم من الحرب الروسية العثمانية، عمل خياطًا ومربيًا للماشية لاحقًا، وكان من مناصري التعليم. أنهت بوجيلوفا مرحلة الدراسة الابتدائية في غراديتس، وانتقلت إلى سليفن لإتمام دراسة المرحلة الثانوية. أكملت بوجيلوفا تعليمها في مدرسة نانتشوفو الثانوية البلدية، فتخرّجت عام 1893 بمؤهلات مدرّس.

## مسيرتها

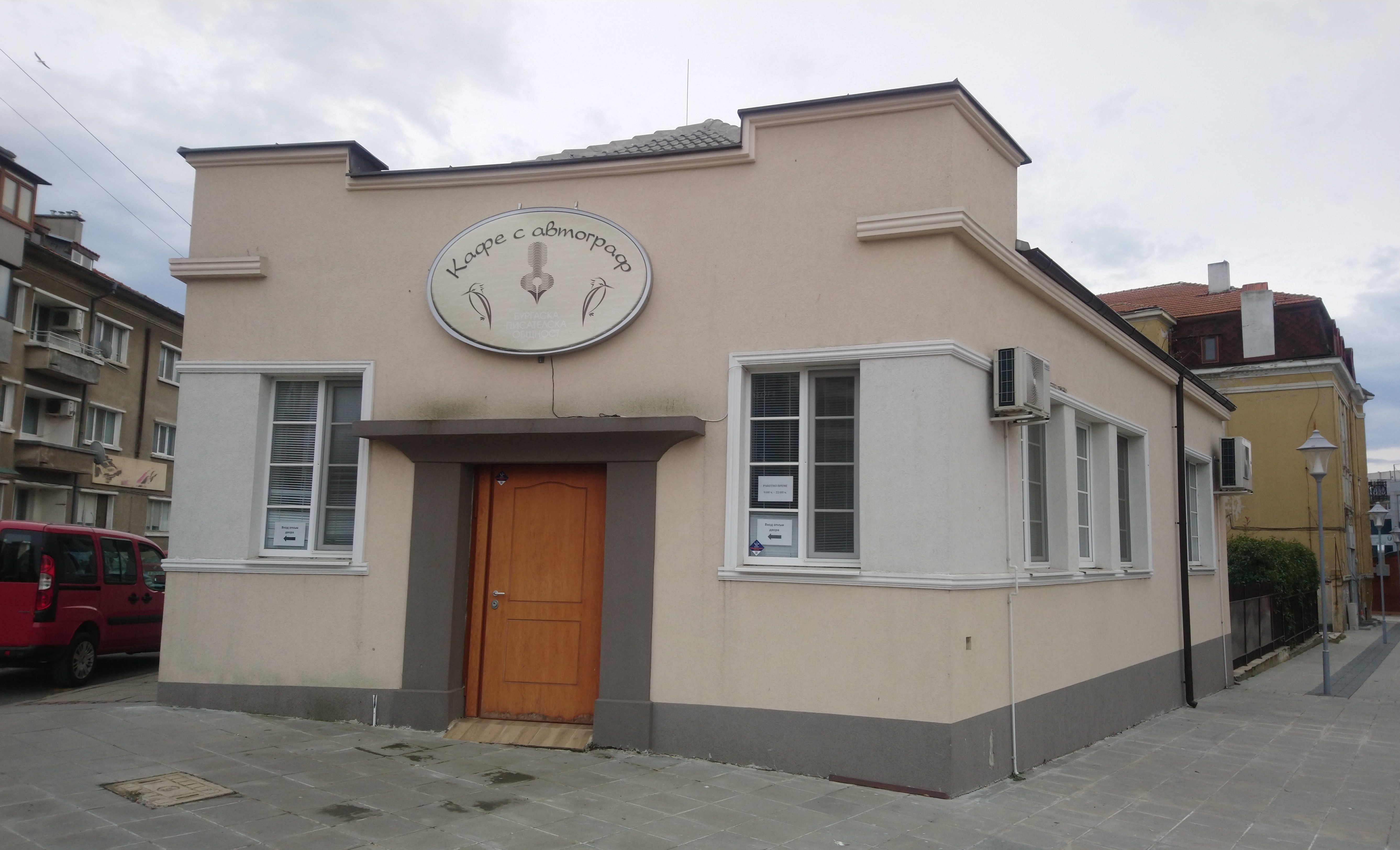
بيت الكتاب، بورغاس

### التعليم
بدأت بوجيلوفا مسيرتها في مجال التعليم بعد سنة، وكانت البداية من مدرسةٍ في بلدة كارنوبات. انتقلت في عام 1896 إلى رازغراد، وتبوّأت منصبًا في مدرسة للإناث. تزوجت إيفان جورجيف باتيف في سنة 1897، والأخير مدرّس تعود أصوله إلى بلدة بوجيلوفا. اتسم زواجهما بالمساواتية، فاتفق باتيف وباتيفا على مساعدة بعضهما في تحقيق أهدافهما والحصول على درجة جامعية. سافر الزوج إلى الخارج للدراسة في جنيف، وعاد في عام 1899، ودعمته باتيفا ماديًا مما تتقاضاه أثناء سفره. عاد باتيف حاملًا درجة دكتوراه في الحقوق، فردّ الجميل لزوجته التي سافرت بهدف الدراسة في عام 1901. بدأت باتيفا دراستها في مدينتي برلين وينا عام 1902، وحضرت مساقات دراسية في باريس، فدرست الفلسفة وعلم الاجتماع واللغات الألمانية والفرنسية والروسية. لم تكمل باتيفا دراستها من أجل الحصول على درجة جامعية، لكنها عادت إلى بلغاريا في عام 1903 بتأثير من الحركة النسوية العالمية أثناء وجودها في المهجر. استقرّ الزوجان في بورغاس، وأنجبا 3 أطفال في السنوات الـ16 اللاحقة: لوبن (عُرف باسم «ليو»، وُلد سنة 1904) وبوجان (وُلد سنة 1905) وليليان (عُرفت باسم «ليلي»، وُلدت سنة 1913).

### النشاط في مجال حقوق النساء (1898-1908)
بدأت باتيفا انخراطها السياسي في الشؤون العامة عندما أقرّت الجمعية البلغارية الوطنية قانونًا في 18 ديسمبر عام 1898، يحظر انخراط النساء المتزوجات في مهن التعليم. كتبت باتيفا خطابًا مفتوحًا احتجاجًا على هذا القانون، ووجّهته إلى كافة المعلمات في الإمارة، ونصحتهم بمعارضة شرعية هذا القانون. بدأت باتيفا، إلى جانب آنا كاريما وجوليا مالينوفا، تنظيم الجهود لتوحيد النساء خلف قضية مشتركة وحثّهن على معالجة قضايا أخرى تواجه النساء والأطفال، فشاركت في تأسيس الاتحاد النسائي البلغاري سنة 1901، وهو منظمة جامعة وأول منظمة نسائية في بلغاريا. كانت كاريما أول رئيس للمنظمة، وشغلت باتيفا منصبًا في مجلس المديرين. بقي القانون معمولًا به، على الرغم من الضغط الذي مارسته الجماعات النسائية والمعلمات، حتى سنة 1904.
بدأت باتيفا إلقاء محاضرات في بورغاس سنة 1901 بصفتها المتحدث باسم مجموعة إحسان Милосърдие نيابة عن الحركة النسائية العالمية، وانتقلت إلى يامبول سنة 1902 للمساعدة في إعادة تنظيم مجموعة التنمية Развитие. انتُخبت باتيفا سنة 1903 لمنصب رئيس مجموعة إحسان، لكن أعضاء الجمعية لم يرغبوا في الاشتراك مع الاتحاد النسائي البلغاري أو توسيع إطار جهودهم خارج نطاق الأعمال الخيرية، فاستقالت باتيفا وانسحبت من المنظمة. واجه الاتحاد النسائي، في نفس العام، أزمةً عندما تورّطت كاريما ومالينوفا في نزاع حادٍّ انتهى بحدوث انشقاق في المنظمة. رأت كاريما ومالينوفا ضرورة تمثيل جميع النساء اللواتي يشاركن الاتحاد في قضاياه وأهدافه بصرف النظر عن مستواهنّ الاجتماعي أو انتمائهنّ الحزبي. ارتأى الفصيل الآخر، تحت قيادة بلاجيوفا وكونوفا، وجوب بَلْتَرة الاتحاد (إكسابه طابعًا بروليتاريًا) ومنح العضوية لأفراد الطبقة العاملة. ألّفت باتيفا كتابًا عن هذه المشكلات يحمل عنوان الخلاف في الاتحاد النسائي البلغاري، ونُشر الكتاب في سنة 1903. بدأت باتيفا الكتابة لصالح صحيفة صوت النساء، وتبوأت منصب محرر في الصحيفة عام 1904.
أنشأت باتيفا مجموعةً تعليمية للنساء بمساعدة بينكا روسيفا بلموستاكوفا ويوردانكا غوسوفا، والهدف منها تقديم مساقات دراسية لمحو الأمية وتعليم اللغات، وتنظيم البرامج الهادفة إلى تحسين وصول النساء إلى فرص الدراسة المهنية والجامعية اتخذت المنظمة اسم الوعي الذاتي في العام التالي، بصفتها جمعية تعليمية وخيرية، واصطفت المنظمة وراء الاتحاد النسائي البلغاري، وعُيّنت باتيفا في منصب رئيس المنظمة. حضرت باتيفا مؤتمر الاتحاد النسائي المنعقد في صوفيا في ربيع عام 1905، وكُلّفت باستخدام منصب محررة صحيفة صوت النساء لنشر مقالاتٍ حول المنظمة الجامعة، لتصبح وسيلة الإعلام الرسمية للمنظمة بعد فترةٍ قصيرة. بدأت منظمة الوعي الذاتي توفير مساقات دراسية عامة منذ عام 1907، فضلًا عن دورات في الخياطة والمهن الأخرى، وأجرت المنظمة أيضًا دورة حياكة لصالح منظمة العمل النسائية. شهد العام 1907 تحوّل حقّ المرأة في التصويت إلى أحد الأهداف الرئيسة للاتحاد النسائي البلغاري.
مثّلت باتيفا الاتحاد النسائي البلغاري في المؤتمر الرابع للتحالف الدولي للمرأة الذي أُقيم في أمستردام عام 1908. طالبت باتيفا قبول الاتحاد النسائي عضوًا في التحالف الدولي للمرأة، وحصلت على القبول من المصوتين على القبول. نشرت مقالةً في عام 1909 مقالة ضمن صحيفة اليوم ناقشت فيه تحرير النساء، واحتفظت بمنصب محرر في صحيفة صوت النساء بعد انتقال مكاتب تحرير الصحيفة إلى صوفيا في العام التالي. نشرت باتيفا كتابها الثاني في عام 1908 أيضًا، وحمل عنوان لمساعدة النساء، دعت فيه إلى تطبيق طيفٍ واسعٍ من الإصلاحات. اقترحت باتيفا قوانينًا لحماية العمّال الأطفال والنساء، وتوجيهات بخصوص الأمومة، وطالبت الدولة بإيجاد مؤسسات اجتماعية توفر الطعام والمأوى، ومرافق حضانة أطفال النساء العاملات، واتباع سياسات ضد إساءة استخدام الكحول والدعارة، وحماية الأطفال غير الشرعيين، وسنّ قوانين الرفاه الاجتماعي التي تحمي اليتامى والعاجزين والعاطلين عن العمل. أصرّت باتيفا على إتاحة المجال أمام النساء للوصول إلى التعليم والمشاركة في الحياة العامة حتى يتمكنّ من رعاية أنفسهنّ وعائلاتهنّ، وامتلاك مهن توفر لهنّ الاستقلال والثقة مثل أي مواطن. أصبح الكتاب حجر أساس عقيدة الاتحاد النسائي البلغاري.